# Irak
Irak, officielt Republikken Irak, er et land i Vestasien. Det grænser op til Tyrkiet mod nord, Iran mod øst, Den Persiske Bugt og Kuwait mod sydøst, Saudi-Arabien mod syd, Jordan mod sydvest og Syrien mod vest. Hovedstaden og den største by er Bagdad. Irak er hjemsted for forskellige etniske grupper, herunder irakiske arabere, kurdere, turkmenere, assyrere, armeniere, yazidier, mandæere, persere og shabakier med tilsvarende forskelligartet geografi og dyreliv. Langt størstedelen af landets 44 millioner indbyggere er muslimer – de bemærkelsesværdige andre trosretninger er kristendom, yazidisme, mandæisme, yarsanisme og zarathustrianisme. De officielle sprog i Irak er arabisk og kurdisk; andet, der også er anerkendt i specifikke regioner, er nyaramæisk, turkmensk (irakisk tyrkisk) og armensk.
Fra det 6. årtusinde f.Kr., gav de frugtbare alluviale sletter mellem Iraks floder Tigris og Eufrat, omtalt som Mesopotamien, anledning til nogle af verdens tidligste byer, civilisationer og imperier, inklusive dem i Akkad, Babylonien, Assyrien og Sumer. Mesopotamien var en "Civilisationens vugge", der så den uafhængige udvikling af et skriftsystem, matematik, tidtagning, en kalender, astrologi og en lovkodeks. Efter den muslimske erobring af Mesopotamien blev Bagdad hovedstaden og den største by i det abbasidiske kalifat, og i løbet af den islamiske guldalder udviklede byen sig til et betydningsfuldt kulturelt og intellektuelt centrum, og skaffede den et verdensomspændende ry for sine akademiske institutioner, bl.a. Visdommens hus. Byen blev stort set ødelagt i hænderne på det mongolske imperium i 1258 under belejringen af Bagdad, hvilket resulterede i en tilbagegang, der ville fortsætte gennem mange århundreder på grund af hyppige pester og flere successive imperier.
Det moderne Irak går tilbage til 1920, hvor det britiske mandat for Mesopotamien, der sluttede sig til tre osmanniske vilayetter, blev oprettet under Folkeforbundet. Et britisk-støttet kongerige blev etableret i 1921 under Faisal 1. af Irak. Det hashemitiske kongerige Irak opnåede uafhængighed fra Storbritannien i 1932. I 1958 blev monarkiet væltet og den irakiske republik oprettet. Irak var kontrolleret af det arabiske socialistiske Ba'ath-parti fra 1968 til 2003. I 1980 invaderede Irak Iran og udløste en langvarig krig, som ville vare i næsten otte år og ende i et dødvande med ødelæggende tab for begge lande. Efter en invasion af USA og dets allierede i 2003 blev Saddam Husseins Ba'ath-parti fjernet fra magten, og der blev afholdt parlamentsvalg med flere partier i 2005. USA's tilstedeværelse i Irak sluttede i 2011.
Irak er en føderal parlamentarisk republik. Præsidenten er statsoverhoved, premierministeren er regeringschef, og forfatningen giver mulighed for to rådgivende organer, Repræsentanternes Råd og Unionens Råd. Den dømmende magt er fri og uafhængig af den udøvende og lovgivende magt.
Irak betragtes som en spirende mellemmagt med en strategisk placering og et stiftende medlem af FN, OPEC samt af Den Arabiske Liga, OIC, Alliancefri Bevægelse og IMF. Fra 1920 til 2005 oplevede Irak perioder med betydelig økonomisk og militær vækst og kortere ustabilitet, herunder krige. Siden starten af det nuværende flerpartisystem i 2005 har landet oplevet yderligere vækst og mere stabile internationale investeringer og et stort fald i fraktionelle indenlandske angreb. Imidlertid har parlamentsmedlemmers tilbagevendende svigt i at danne en fungerende regering været ledsaget af politisk motiveret vold mod statslige institutioner.

## Historie
Det frugtbare område Mesopotamien mellem floderne Eufrat og Tigris havde nogle af verdens ældste civilisationer, såsom sumererne, babylonierne og assyrerne. I 539 f.Kr. blev Babylon invaderet af Cyrus den store, kongen af Persien. Kendt som Battle Of Opis. I 331 f.kr overtog Alexander den store byen fra perserne. I 656 blev det erobret af araberne, og i 762 flyttede kalifatet til den nye by Bagdad (tæt på det gamle Babylon). Denne by forblev centrum for den arabiske verden indtil den blev inkluderet i det Osmanniske Rige i 1534. I 1915 besatte britiske tropper Irak, og landet blev et uafhængigt monarki i 1932 og republik fra 1958.

Det socialistiske Ba'ath-parti som blev styret af Saddam Hussein overtog kontrollen i 1968, og iværksatte et strengt styre. I 1980'erne indledte Irak en længerevarende krig med nabolandet Iran, der varede frem til 1988.
Mens Ba'ath-partiet, der hovedsageligt lededes af sunnier, var ved magten, fandt der i perioder udrensninger af ikke-sunnier. Specielt kurderne blev forfulgte og fordrevet fra store områder, der derefter blev befolket af tilflyttende sydfra, heraf mest sunnier. Shiitterne led ligeledes store tab, specielt i 1991 efter golfkrigen, hvor både kurdernes og shiitternes oprør blev slået ned med hård hånd.
I 1970'erne foregik en vis økonomisk og social vækst med baggrund i landets store olie- og naturgasforekomster.
Af frygt for anti-amerikanisering i Mellemøsten støttede USA Irak under krigen mod ayatollah Khomeinis Iran, og leverede våben til det irakiske militær.
Krigen mod Iran havde drænet den irakiske statskasse, og under det indtryk af at USA atter ville støtte Irak ved en ny krig, besatte Irak 1990 Kuwait. Dette førte dog i stedet til den 1. Golfkrig i 1990, og Irak måtte kort tid efter trække sig ud af Kuwait. Efterfølgende blev der indført handels-embargo mod det irakiske regime, hvorefter at landet blev isoleret af vesten. Trods embargoen var der fortsat adskillelige vestlige firmaer der indgik i handler med Irak, herunder levering af våben. En rapport fra det amerikanske CIA nævner den danske forretningsmand Erik Emborg i forbindelse med køb af olie fra det irakiske regime på trods af embargo.
Efter den 11. september 2001 blev Irak af USA betragtet som en trussel og anklaget for fremstilling af masseødelæggelsesvåben. Irak blev således i 2003 invaderet af en amerikanskledet koalition; Saddam Husseins styre faldt efter få uger, men det har siden vist sig vanskeligt at indføre ordnede forhold, og landet blev plaget af daglige terrorangreb og blodige sekteriske sammenstød. Dog indsattes en irakisk regering i 2006, og fra 2008 indledte mange lande i den koalition, der invaderede landet, en tilbagetrækning af deres tropper. De sidste amerikanske tropper forlod landet i slutningen af 2011. Uroen fortsatte imidlertid. Politiske uenigheder og utilfredsheden hos sunnimuslimerne, gjorde det muligt for radikale islamister at overtage store dele af den nordlige del af landet i 2014.

## Demografi
Etnicitet: befolkningen fordeles på arabere 75-80 % , kurdere ca. 15 %, irakiske turkmenere, assyrere og andre minoriteter udgør omkring 5-10 %.
Den arabiske majoritet består af et shiamuslimsk flertal, som hovedsagelig bor i de sydlige provinser, mens sunnimuslimske arabere udgør flertallet i de centrale og vestlige områder. Hovedstaden Bagdad har en blandet befolkning, med et flertal af shiamuslimske arabere. Under borgerkrigen og de etniske konflikter, som fulgte den amerikanske invasion i 2003, er de stridende folkegrupper blevet langt mere geografisk koncentrerede.
Den kurdiske befolkning, som er koncentreret i de nordlige og østlige dele af landet har været i væbnet konflikt med de arabisk-dominerede regimer i Bagdad siden staten Irak blev oprettet. Tre provinser med kurdisk flertal har siden 1992 udgjort en kurdisk region, hvor kurdisk er administrations- og undervisningssprog. Kurdiske styrker har siden krigen i 2003 kontrolleret store områder med kurdisk befolkning også i naboprovinserne. Den kurdiske region fungerer i praksis som en selvstændig stat, og mange kurdere ser den som kernen i et fremtidigt Kurdistan, som også vil omfatte dele af nutidens Tyrkiet, Syrien og Iran.
Irakiske turkmenere udgjorde 9 % af befolkningen ved folketællingen i Irak i 1957, og er opgivet at udgøre omkring 10 % i andre vestlige kilder. Turkmenere er splittede mellem sunni- og shia-turkmenere og er derfor sat på listerne for andre partier og alliancer. Rene turkmenske partier fik lidt over 1 % af stemmerne ved parlamentsvalget i 2005, og turkmenere stillede ikke egne turkmenske lister i 2010. Der findes i dag 9 turkmenske repræsentanter i det irakiske parlament. Andre etniske grupper omfatter blandt andet armenere og shabaker.
Irak er et hovedsagelig muslimsk land med 60-65 % shia-muslimer og 32-37 % sunni-muslimer, mens kristne udgør ca. 3% (assyrere og armenere). Der findes også andre religiøse grupper som kurdiske yezidier, Shabaker og Kakkaier, samt mandeere).

## Administrativ inddeling
Irak er opdelt i 18 provinser (muhafazat, ental – muhafazah):
| Navn            | Kort | Befolkning(2003) | Areal (km²) | Hovedstad    |                                      |
| --------------- | ---- | ---------------- | ----------- | ------------ | ------------------------------------ |
| Al Anbar        | 13   | 1.30.000         | 137.808     | Ramadi       | Nummereret kort over Iraks provinser |
| Al Basrah       | 6    | 1.761.000        | 19.070      | Basra        | Nummereret kort over Iraks provinser |
| Al Muthanna     | 8    | 538.000          | 51.740      | Samawah      | Nummereret kort over Iraks provinser |
| Al Qadisiyah    | 9    | 990.483          | 8.153       | Al Diwaniyah | Nummereret kort over Iraks provinser |
| Najaf           | 12   | 930.000          | 28.824      | Najaf        | Nummereret kort over Iraks provinser |
| Arbil           | 16   | 3.108.681        | 15.074      | Arbil        | Nummereret kort over Iraks provinser |
| As Sulaymaniyah | 18   | 1.894.000        | 17.023      | Suleimania   | Nummereret kort over Iraks provinser |
| Babil           | 10   | 1.385.783        | 5.603       | Al Hillah    | Nummereret kort over Iraks provinser |
| Bagdad          | 1    | 6.024.000        | 4.071       | Bagdad       | Nummereret kort over Iraks provinser |
| Dahuk           | 15   | 958.201          | 6.553       | Dahuk        | Nummereret kort over Iraks provinser |
| Dhi Qar         | 7    | 1.472.000        | 12.900      | Nasiriyah    | Nummereret kort over Iraks provinser |
| Diyala          | 3    | 1.224.000        | 17.685      | Baqubah      | Nummereret kort over Iraks provinser |
| Karbala         | 11   | 724.000          | 5.034       | Karbala      | Nummereret kort over Iraks provinser |
| Kirkuk          | 17   | 848.000          | 9.679       | Kirkuk       | Nummereret kort over Iraks provinser |
| Maysan          | 5    | 803.000          | 16.072      | Amarah       | Nummereret kort over Iraks provinser |
| Ninawa          | 14   | 2.453.000        | 3.723       | Mosul        | Nummereret kort over Iraks provinser |
| Salah ad Din    | 2    | 1.042.200        | 24.363      | Tikrit       | Nummereret kort over Iraks provinser |
| Wasit           | 4    | 913.000          | 17.153      | Al Kut       | Nummereret kort over Iraks provinser |

1. ↑  Tal fra 2007
2. 1 2 3  Tal fra 2009

Betydende byer i provinserne er: Fallujah, Ramadi, Haditha, Al-Qa'im, Husaybah Basra, Qurnah, Umm Qasr, Arbil, Sulaymaniyah, Halabja, Kirkuk, Hilla, Bagdad, Dahuk, Nasiriyah, Baqubah, Karbala, Amarah, Kufah, Najaf, Mosul Samarra, Tikrit, Al Kut.
Der findes 18 store irakiske byer. Den største by i Irak er Bagdad (5.672.516 indbyggere). Den næststørste by er Mosul (2.066.370 indbyggere) og Basra er den tredjestørste (2.016.217 indbyggere). Alle tal er angivet efter tællingen den 1.1.2005.

## Geografi
Store dele af Irak består af ørken, men området mellem de to floder Eufrat og Tigris er frugtbart. Den nordlige del af landet er hovedsageligt bjergrigt, med det højeste punkt Haji Ibrahim på 3.600 meter. Irak har en kort kystlinje med Den Persiske Bugt. Tæt ved kysten og langs med Shatt al-Arab var der tidligere marskland. Hovedparten af disse blev dog drænet i 1990'erne.
Klimaet er præget af ørkenen med milde til kolde vintre og varme og tørre somre. Den nordlige bjergrige region kan have vintre med sne, ofte med store oversvømmelser til følge når sneen smelter. Hovedstaden Bagdad er placeret i centrum af landet, på Tigris' bredder. Andre væsentlige byer er Basra i syd og Mosul i nord.

## Næringsliv
Irak er stærkt afhængig af olie. Olieeksporten står for 85 % af statens indtægter. Irak har verdens tredje største påviste oliereserver efter Saudi-Arabien og Iran. Landet har rigelige olieforekomster både i syd, omkring Basra og i nord ved Kirkuk. I senere år er der også åbnet nye olie- og gasfelter i de kurdiske provinser og i Ninawa. Råderetten over olieforekomsterne er et centralt punkt i konflikterne mellem den kurdiske region og centralregeringen i Bagdad.

### Olieproduktion
Ifølge en talsmand for Iraks oliedepartement, Assem Jihad, var den daglige eksport på 2,06 millioner tønder om dagen i februar 2010. Landet producerer totalt 2,4 millioner tønder om dagen.

### Turisme
Iraks turistindustri gav tidligere store indtægter på grund af Iraks mange steder af kulturel og historisk interesse. I 1970'erne var Irak et yndet feriemål. Krigen mod Iran, Golfkrigen og senere invasionen af Irak (foråret 2003) har imidlertid reduceret antallet af turister betydeligt.
Turistindtægterne gik ned fra 55 millioner US dollar i 1990 til 14 millioner i 2001. Til trods for nedgangen havde Iraks turistråd hele 2.500 ansatte i 2005, og 14 regionskontorer.
Antallet af besøgende gik ned fra 340.000 i 1998 til 78.457 i 2000. Antallet holdes oppe af blandt andet pilgrimme fra andre arabiske stater, som besøger islamiske helligdomme. Arkæologiske steder trækker også mange turister.
Irak har ambitioner om at forøge turistnæringen igen. Turistministeriets 417 ansatte (pr august 2007) forsøger at fjerne opmærksomheden fra bomber og terror.
Den autonome region Kurdistan var fredelig siden 1998 og appellerede til turister som "The Other Iraq".
Borgerkrigen har helt ændret betingelserne for turisme.